# カロリング帝国

カロリング帝国
Karolingerreich

カロリング帝国の領土

カロリング帝国（カロリングていこく、ドイツ語: Karolingerreich、フランス語: Empire carolingien、英語: Carolingian Empire）は、中世前期の西ヨーロッパ・中央ヨーロッパの広大な範囲に存在した帝国を指す史学上の用語であり、カールの戴冠により復活した「ローマ帝国」（西ローマ帝国）である。概ねカロリング家の勢力が拡大した8世紀後半からオットー1世の戴冠までの時代として用いられる。ただし、その指し示す範囲は明確には定まっておらず、始点としてピピン3世の即位や、終点としてベレンガーリオ1世の死去（924年）などが用いられる場合もあるが、本文の基本情報では「一般的な神聖ローマ帝国の始まり」つまり、オットーの戴冠を終点とする。

## 概要
カロリング家のピピン3世は、751年にメロヴィング家のキルデリク3世を廃してフランク王位に登った。またピピンの子カールは、774年にイタリア半島を征服してイタリア王（ランゴバルド王）位も獲得し、800年にはローマにおいて教皇レオ3世によりローマ皇帝としても戴冠された。その後カールの息子ルートヴィヒ1世が840年に死去すると内乱が勃発し、843年のヴェルダン条約によって、カール大帝以来の版図は中部フランク王国、東フランク王国、西フランク王国の3つに分裂した。帝位は中部フランク王が継承したものの、その権威は東西の兄弟国まで及ばなかった。とはいえ、名目上の全「帝国」領の統一性は認知され続けた。
884年、カロリング帝国はカール3世の元で再統一された。しかし彼が888年に死去すると帝国は分裂され、それ以降かつての姿を取り戻すことはなかった。しかもその後継諸国のほとんどでは地元の貴族が王に擁立され、唯一東フランク王国がカロリング家の血統を911年まで継続して保った。なお、西フランク王国では893年にカロリング朝が復活し、987年まで続いた。
その支配の及んだ領域は1,112,000平方キロメートル (429,000 sq mi)と推定され、人口は1000万人から2000万人に及んだとされる。 南辺ではイベリア半島のコルドバ首長国、824年からはパンプローナ王国とも接し、北東ではデンマーク、西ではブルターニュと接していた。そして東方のスラヴ人やアヴァール人に対しては、これを征服することで国境線を東進させていった。また、カロリング帝国はイタリア全土（教皇領を除く）の領有を主張し、東ローマ帝国やランゴバルド王国系のベネヴェント公国と対立した。

## 名称
「カロリング帝国」（Carolingian Empire）という語は現代において用いられる慣称であり、当時この名が使われていたわけではない。帝国の公用語だったラテン語では、普遍王国（universum regnum、「地域王国」の対義語）、ローマ人とフランク人の帝国 (Romanorum sive Francorum imperium)、ローマ帝国 (Romanum imperium) 、キリスト教帝国 (imperium christianum) など様々な呼称が見られた。

## 歴史

### カロリング家の興隆（732年ごろ – 768年）
カロリング家の祖であるカール・マルテルは、フランク王でこそなかったものの、王国の宮宰として事実上ピレネー山脈以北の西ヨーロッパにおける絶対的な権力を有していた。彼の時点で後のカロリング帝国の版図の大部分はすでに形成されており、彼の死後にフランク王国の版図に加えられたのはザクセン、ロンバルディア、スペイン辺境領くらいのものである。
またカール・マルテルは、カロリング帝国と中世ヨーロッパの重要な特徴である封建制と実力主義体制の原型を構築した人物でもある。これらは彼の息子、孫の代でさらなる改良を加えられていく。さらに彼は、732年のトゥール・ポワティエ間の戦いでイスラーム勢力のキリスト教ヨーロッパ世界への侵入を阻止したという点でも重要な人物である。それまでは、ベルベル人の軽騎兵とアラブ人の重騎兵が融合したサラセン軍はおよそ不敗であり、イベリア半島を征服した勢いのまま西ヨーロッパを席巻するかのように思われていた。それはキリスト教世界にまだ鐙が伝来しておらず、騎兵力で圧倒的に不利だったためでもある。トゥール・ポワティエ間の戦いでの勝利で、カールはマルテル（鎚）の称号を得た。歴史家のエドワード・ギボンは著書『ローマ帝国衰亡史』の中でカール・マルテルを中世最高のプリンスと称えた。
カール・マルテルの息子ピピン3世は、ローマ教皇ザカリアスの承認のもとで、もはや名ばかりの存在だったメロヴィング朝の王を廃位し自らフランク王に即位した。彼が死去し、その息子カール1世（大帝）の治世が始まったのは768年のことである。当初彼は弟のカールマンと共同統治していたが、771年にカールマンが死去してからは広大なフランク王国を単独で支配するようになった。800年、カール1世はローマ皇帝として戴冠した。

### カール大帝の治世（768年 – 814年）

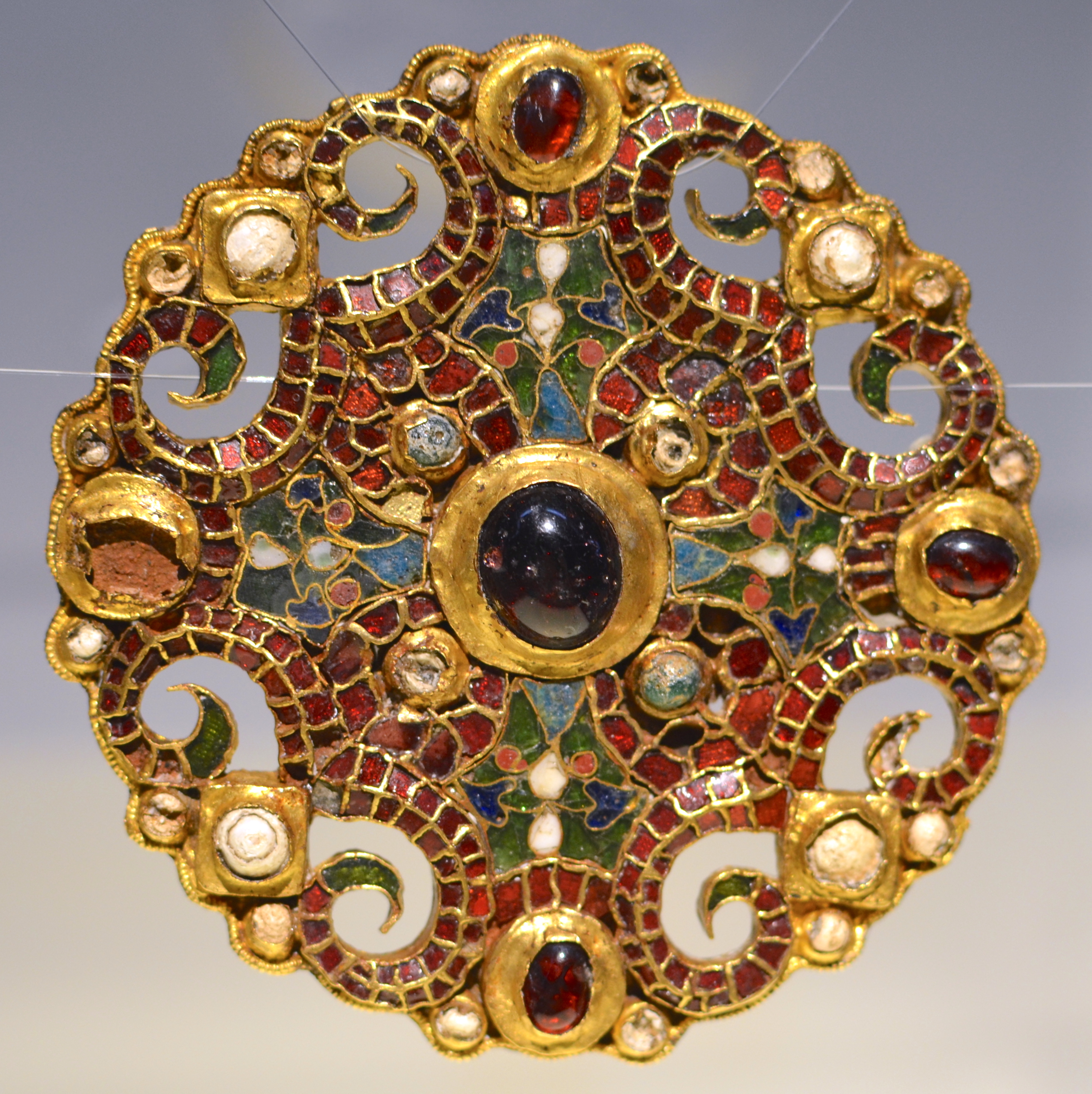
ドレスタット・ブローチ（800年ごろのカロリング時代の宝物）

カール大帝の時代、カロリング帝国は西ヨーロッパのほぼ全土を覆っていた。その領土はかつてのローマ帝国を思わせるが、ローマ帝国が9年のトイトブルク森の戦いでの惨敗以降ほとんどライン川以東へ進出しなかったのに対し、カール大帝はザクセン人など反抗するゲルマン人をうち破って国土をエルベ川まで広げ、その影響力は東ヨーロッパ平原まで及んだ。
カール大帝の治世の大半は彼自身が率いる遠征に費やされた。774年にランゴバルド王国を滅ぼし、778年にイベリア半島へ出兵したがこれは失敗した。788年にはバイエルンを征服した。795年には息子のピピンに対アヴァール遠征を命じ、804年には772年から続いたザクセン戦争を終結させ現在のドイツ北部まで領域を広げた。
カール大帝が死去する以前から、カロリング帝国は彼の数人の息子によって分割されることとなっていた。小カールはネウストリア王、ルートヴィヒ（1世）はアクィタニア王、ピピンはイタリア王となった。しかしピピンは810年に死去し、811年には小カールも嗣子なく没した。ピピンが死去した後にはカール大帝の側近アーダルハルトがイタリアを統治したが、813年になるとピピンの庶子ベルナルドへイタリア王位が与えられた。カール大帝の息子で唯一生き残ったルートヴィヒ1世は813年に共同皇帝となり、814年の冬にカール大帝が没すると全帝国をルートヴィヒ1世が継承した。

### ルートヴィヒ敬虔帝の治世と内乱（814年 – 843年）
ルートヴィヒ1世は不安定な帝国の運営に苦しんだ。817年、ルートヴィヒ1世は息子の3人を新たな皇帝とした。長男ロタール（1世）はイタリア王と共同皇帝、ピピン1世はアクィタニア王と副帝、ルートヴィヒ（2世）はバイエルン王と副帝の地位を得た。しかしルートヴィヒ1世は既に814年にベルナルドへもイタリア王の称号を認めていたため、ベルナルドはロタールのイタリア王即位を不満として反乱を起こした。ベルナルドは捕らえられ、眼を抉られる刑を受け、その傷がもとで818年に牢死した。これを後悔したルートヴィヒ1世は、822年にアティニーの宮殿で教皇パスカリス1世らを前に懺悔を行った。この出来事は貴族たちに対する皇帝の権威を自ら著しく損なうものだった。
823年に後妻ユーディトとの間にカール（シャルル、2世）が生まれると、ルートヴィヒ1世は前妻との息子たちの領土を削りシャルルに与えようとしたため、ロタールらは反発し内乱が勃発した。830年、ロタール1世はピピン1世やルートヴィヒ2世とともに父ルートヴィヒ1世を攻撃して廃位したが、翌年に彼の強大化を恐れた弟たちがルートヴィヒ1世の側につき、ロタール1世は敗れた。しかしその翌832年、ピピン1世とルートヴィヒ2世は再び父帝と対立して反乱を起こし、833年にはロタール1世もこれに加わり父帝を再廃位し、シャルル2世とともに投獄した。835年、カロリング家内で和平が結ばれ、ルートヴィヒ1世は帝位を取り戻した。838年、ピピン1世が死去した。ルートヴィヒ1世はシャルル2世をアクィタニア王としたが、アクィタニア貴族はピピン1世の子ピピン2世を擁立した。このシャルル2世とピピン2世の対立は、864年のピトル勅令まで続いた。

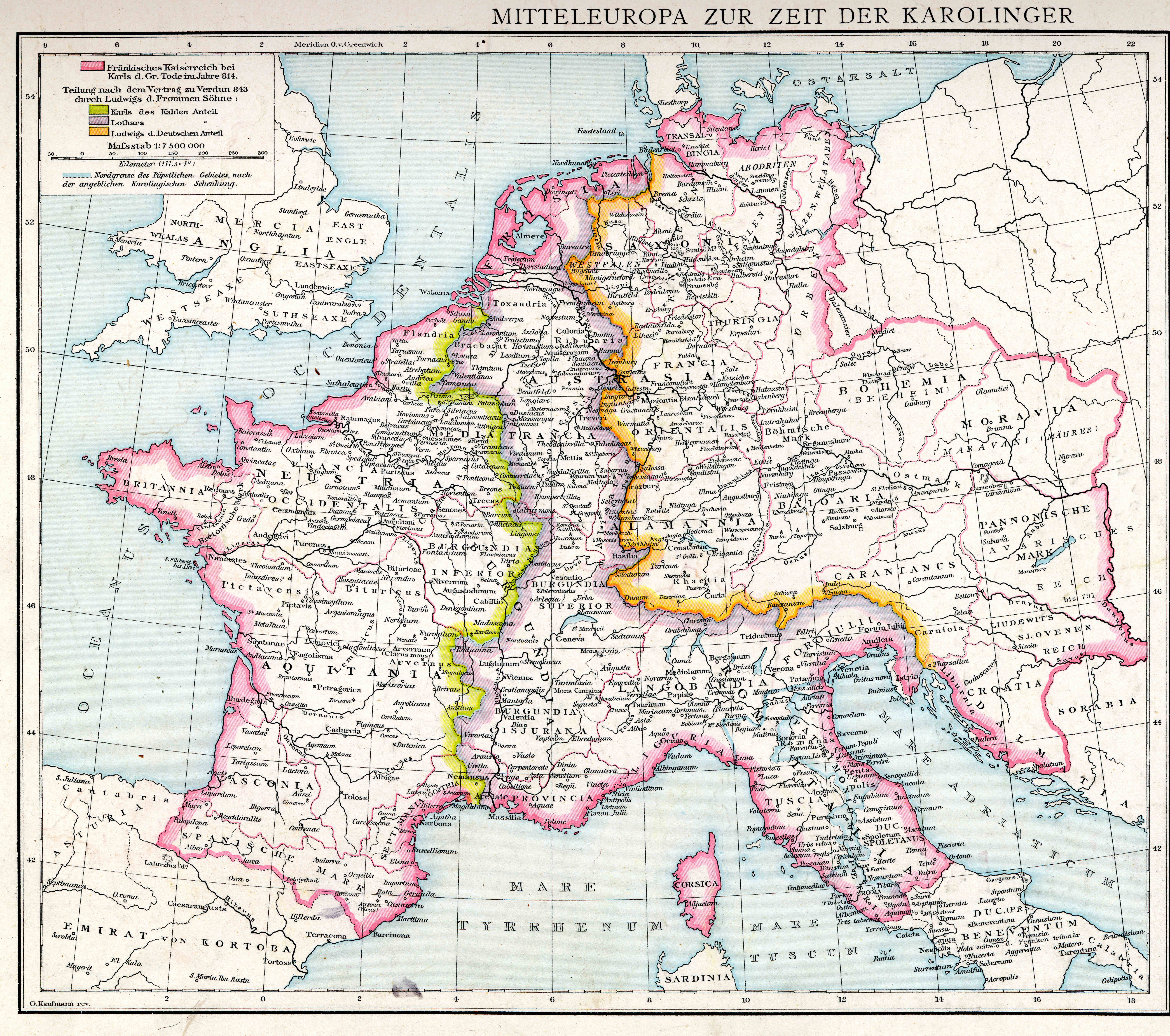
ヴェルダン条約での分割線（843年）

最終的に、ロタール1世とピピン2世の連合に対するルートヴィヒ2世とシャルル2世の連合という構図となり、両陣営は841年のフォントノワの戦いで激突した。敗れたロタール1世は首都のアーヘンに逃れ兵を集めたが、弟たちの連合軍に敵うものではなかった。842年のストラスブールの誓いで、ルートヴィヒ2世とシャルル2世はロタール1世が皇帝に不適格であると宣言した。ここにルートヴィヒ2世の東フランク王国とシャルル2世の西フランク王国の、カロリング帝国からの分裂が決定的となった。後のヴェルダン条約と合わせて、この古高ドイツ語、ロマンス語で書かれ宣言されたストラスブールの誓いはドイツとフランスの原点として歴史上の重要な岐路であったと評価されている。843年、ルートヴィヒ1世の3人の息子達はヴェルダン条約を結び、抗争に一旦の終止符を打った。

### 帝国の分裂（843年 – 877年）
843年のヴェルダン条約で、ロタール1世は皇帝位、イタリア王位、ライン川・ローヌ川間の領土を継承した。この国は中部フランク王国と呼ばれる。ルートヴィヒ2世はライン川以東とイタリア北部・東部のすべての王権と領土を獲得し（東フランク王国）、シャルル2世はローヌ川以西（西フランク王国）を得た。
ロタール1世は844年に長男ロドヴィコ2世にイタリア王位を譲り、さらに850年に彼を共同皇帝とした。855年にロタール1世が死去すると、その国土はまた三分割された。イタリアは従来通りロドヴィコ2世が支配し、かつてのブルグント王国と被る領域とプロヴァンス王位を三男シャルルが、残りの地域を次男ロタール2世が継承した。ロタール2世の領域はそれまで特に名が付いたものではなかったが、これ以降彼の名をとってロタリンギア（ロートリンゲン、ロレーヌ）と呼ばれるようになる。
ロドヴィコ2世は父の死に際して新領土を得られなかったのが不満だったため、858年に叔父の東フランク王ルートヴィヒ2世や西フランク王シャルル2世と同盟した。ロタール2世はすぐに兄や叔父たちと和解したが、臣下から不人気で抵抗するために兵をあげることすらできなかったシャルルは逃亡した。自分に戴冠させるよう迫るルートヴィヒ2世に聖職者たちが屈しなかったため辛うじてシャルルの地位は保たれた。860年、西フランク王シャルル2世がプロヴァンス王シャルルを攻めたが、これは撃退された。その後シャルルは863年に死去し、その領土はロドヴィコ2世とロタール2世に分割された。ロドヴィコ2世はアルル、エクス、アンブランの各司教区とプロヴァンス王位を獲得し、イタリア王国に併合した。一方ロタール2世は、862年に自らの離婚に助力してくれた兄ロドヴィコ2世に領土を割譲した。
869年にロタール2世が嗣子なく没すると、その遺領は870年のメルセン条約でルートヴィヒ2世とシャルル2世により分割された。また、同じく男子がいなかったロドヴィコ2世は次の皇帝にルートヴィヒ2世の長男カールマンを指名していたが875年にロドヴィコ2世が死去すると、教皇ヨハネス8世の支持を得た西フランク王シャルル2世がイタリア王位と皇帝位を獲得した。翌876年にルートヴィヒ2世が死去し、シャルル2世は東フランクをも併呑しようとしたが、アンダーナッハの戦いでルートヴィヒ2世の息子たちに敗れた。東フランクはカールマン、ルートヴィヒ3世、カール3世の三兄弟で分割された。

### 混乱と最後の統一（877年 – 888年）

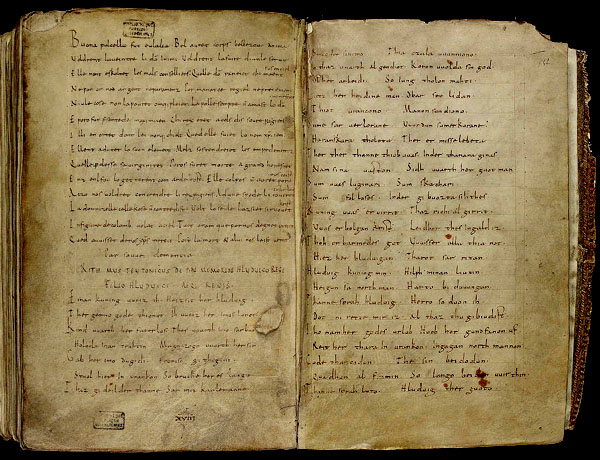
ルイ3世のヴァイキングに対する勝利を讃えた詩『ルートヴィヒスリート』の写本

877年にシャルル2世がモン・スニ峠を越える途中に死去した後、帝国は北方や西方からのヴァイキングの侵入や国内での内紛により混乱を深めていった。息子のルイ2世は西フランク王位を継承したが、病弱で皇帝位を受け継ぐことなく2年後に死去した。王国は2人の息子によって分割され、ルイ3世がネウストリアとフランキア、カルロマン2世がアクィタニアとブルグンディアを継承した。西フランク王に従っていたプロヴァンスのボソは2人に忠誠を誓うのを拒否し、キスユラブルグント王国を建て独立した。イタリア王位はルートヴィヒ2世の息子のバイエルン王カールマンが継いだが、2年後の879年にイタリア王位を弟カール3世に、バイエルンをルートヴィヒ3世に譲った。
881年、カール3世は皇帝に即位し、翌年に死去したルートヴィヒ3世とルイ3世の領土を併合した。一方アクィタニア・ブルグンディア王カルロマン2世はボソからキスユラブルグントの大半を奪還しつつあったが、884年に狩猟中の事故で死去し、その領土もカール3世が併合した。ここに、カール大帝以来のカロリング帝国はカール3世の元で再統一された。
癲癇を患っていたカール3世はヴァイキングから帝国を守ることができず、886年にパリからの撤退税を支払う屈辱的な講和を結び、無能をさらけ出した。翌887年にバイエルン公カールマンの庶子アルヌルフが反乱を起こすと、カール3世は戦わずにナイディンゲンに逃れ、退位した後888年に死去した。ここにカロリング家による帝位継承は一旦途絶え、カール大帝以来の版図は以降永久に分割されることとなった。

### 887年から888年の帝国分割
カロリング帝国は数多くの王国に分裂し、その多くで非カロリング家の王が立った。アルヌルフはケルンテン、バイエルン、ロレーヌ、その他現代のドイツにあたる領域を継承した。西フランクではロベール家のパリ伯ウードが王に選出された。アクィタニア王にラヌルフ家のラヌルフ2世が、イタリア王にウンルオッホ家のフリウーリ辺境伯ベレンガーリオ1世、ユーラブルグント王にヴェルフ家のルドルフ1世、プロヴァンス王にボゾン家のルイ3世が就いた。ロタリンギアの残りの地域はブルグント公国を形成した。

## 人口
800年ごろのカロリング帝国内の主要都市の人口は以下のとおりである
。
- ローマ 50,000人
- パリ 25,000人
- レーゲンスブルク 25,000人
- メス 25,000人
- マインツ 20,000人
- シュパイアー 20,000人
- トゥール 20,000人
- トリーア 15,000人
- ケルン 15,000人
- リヨン 12,000人
- ヴォルムス 10,000人
- ポワティエ 10,000人
- プロヴァン 10,000人
- レンヌ 10,000人
- ルーアン 10,000人

## カロリング帝国出身の皇帝の一覧
ここでは、教皇によって聖別されたカロリング朝のローマ皇帝のみを挙げる。その他のフランク王についてはフランク王の一覧、後の皇帝についてはフランク・ローマ皇帝および神聖ローマ皇帝一覧を参照されたい。
| 肖像画（後世の想像） | 名前                     | 聖別                                  | 死去         | 当時の硬貨 |
| -------------------- | ------------------------ | ------------------------------------- | ------------ | ---------- |
|                      | カール1世 (大帝)         | 800年12月25日                         | 814年1月28日 |            |
|                      | ルートヴィヒ1世 (敬虔帝) | 813年9月11日（共同皇帝） 816年10月5日 | 840年6月20日 |            |
|                      | ロタール1世              | 823年4月5日                           | 855年9月29日 |            |
|                      | ルートヴィヒ2世          | 850年復活祭 872年5月18日              | 875年8月12日 |            |
|                      | カール2世 (禿頭帝)       | 875年12月29日                         | 877年10月6日 |            |
|                      | カール3世 (肥満帝)       | 881年2月12日                          | 888年1月13日 |            |